# Pseudonemesia
Pseudonemesia is een geslacht van spinnen uit de familie Microstigmatidae.

## Soorten
Het geslacht kent de volgende soort:
- Pseudonemesia kochalkai Raven & Platnick, 1981
- Pseudonemesia parva Caporiacco, 1955